# Казіс Борута
Казіс Борута (лит. Kazys Boruta, 6 січня 1905, село Кулокай Людинавської волості Маріямпольського повіту — 9 березня 1965, Вільнюс) — литовський поет, письменник, перекладач, громадський діяч.

## Життєпис
Навчався у Маріямполі в гімназії, з 1920 в учительській семінарії; випускні іспити склав екстерном. Вступив у 1924 до каунаського Литовського університету, в 1925 включився в діяльність есерів-максималістів і був виключений з університету за антиурядові виступи (протест проти страт).
У 1926, 1928–1930 рр. навчався у Віденському та Берлінському університетах. 1927 був висланий з Литви за антидержавну діяльність. Живучи в Ризі (1927—1928), співпрацював з латиськими письменниками та художниками лівих поглядів, організував видавництво, випустив літературний альманах «Аудра» («Буря»), збірку поезій «Литва хрестів», збірку оповідань «Вітер смути з полів». У 1928 висланий з Латвії.
Був одним із засновників та активних співробітників авангардистського лівого журналу "Тряща фронтас " («Третій фронт»; 1930—1931) — органу третьофронтівців. 1931 повернувся до Литви. 1932 — редактор альманаху «Дарбас» («Праця»). За участь у підривній нелегальній діяльності відбував ув'язнення у 1933–1935.рр. У 1935—1940 займався літературною, редакторською, журналістською роботою, працював у редакції журналу «Деновідіс». З 1940 жив у Вільнюсі. Після Другої світової війни працював в Інституті литовської літератури до 1946.
Навесні 1946 заарештований совєцькими органами за звинуваченням у приналежності до нелегальної патріотичної організації. Відбував покарання у таборі у Воркуті. 1956 повернувся до Вільнюса, займався літературною роботою, перекладами, в тому числі дитячих народних казок. У 1965 помер. Похований на цвинтарі Расу у Вільнюсі.

## Літературна діяльність
Першу збірку віршів «Алло» випустив у 1925, другу «Пісні про плакучі верби» — у 1927. Видана в Ризі збірка антинацистських віршів «Литва хрестів» (1927) у Литві була заборонена.
Писав вірші, поеми («Бунт орачів», «Поема про найми» та інші), прозу — оповідання, сатиричну повість «Будинок № 13» (1928), роман «Дерев'яні чудеса» (1938), документальну повість про скульптора Вінцаса Грибаса «Важкі пам'ятники» (1957). Автор науково-популярного нарису «Подорожі на північ» (1938—1939), збірки казок «Небо руйнується» (1955), повісті «Мандри Юргіса Пакетуриса» та інших книг для дітей.
Повість «Млин Балтарагіса» (1945), заснована на фольклорному мотиві угоди з чортом, з елементами символіки та казкової фантастики, інтерпретується як алегорія ситуації тоталітарного режиму. Перекладена ісландською, латиською, німецькою, польською, чеською мовами. Перероблена на п'єсу, неодноразово ставилася (прем'єра в Каунаському драматичному театрі в 1966). За мотивами повісті знято фільм-мюзикл «Чортова наречена» (лит. „Velnio nuotaka“; 1974; режисер Арунас Жебрюнас) з музикою В'ячеслава Ганеліна; мюзикл був записаний та випущений на платівці.
Підписувався A. Vandra, Antanas Avižienius, Anupras Paketuris, E. Erika, E. Linonis, El. Vetra, KA Apuokas, K. Aruta, K. Linonis, L. Vailila, Petras Povilionis, R. Ta, V. Vaja, V. Vandra, Vincas Dovine та іншими псевдонімами.

## Перекладацька діяльність
Переклав на литовську мову драматичну поему «Бранд» (переклад виданий у 1937), дилогію «Кесар і Галілеянин» (переклад виданий у 1938). «Ляльковий будинок» (1963) Генріха Ібсена, комедію Шекспіра «Багато шуму з нічого» (1952, 1963), драму Шиллера «Вільгельм Телль» (1952, 1962). Перекладав литовською мовою поезію латиських поетів Лінардса Лайценса, Яніса Райніса та інших, прозу В. Г. Короленка, М. М. Носова, Карліса Скальбе, народні казки, билини.

## Найважливіші твори
- Namas Nr. 13 («Будинок № 13», 1928).
- Mediniai stebuklai arba dievadirbio Vinco Dovines gyvenimas ir darbai («Дерев'яні чудеса», 1931—1938).
- Baltaragio malūnas, arba kas dėjosi anuo metu Paudruvės krašte («Млин Балтарагіса», 1945).

## Видання
- Raštai. T. 1—10. («Сочинения»). Vilnius: Vaga, 1970—1976.
- A-lo! Pirmoji poetiška raketa (eilėraščiai). Kaunas. 1925.
- Dainos apie svyruojančius gluosnius. Lyrika ir poema. Kaunas: Žalia vėtra, 1927.
- Kryžių Lietuva (eilėraščiai). Ryga: Džiugas ir Ko, 1927.
- Drumstas arimų vėjas. Apsakymai. Ryga: Audra, 1928.
- Namas Nr. 13. Kaunas—Ryga: Audra, 1928.
- Vosylius (poema). 1931.
- Duona kasdieninė (eilėraščiai). Kaunas: Prometėjus, 1934.
- Eilės ir poemos. Kaunas: Sakalas, 1938.
- Mediniai stebuklai arba dievadirbio Vinco Dovinės gyvenimas ir darbai. Kaunas: Sakalas, 1938.
- Kelionės į Šiaurę nuo seniausių laikų iki šių dienų. Kn. 1—2. Kaunas: Spaudos fondas, 1938—1939.
- Kryžių Lietuva. 2-asis patais. ir papild. leid. Kaunas: Spaudos fondas, 1940.
- Saulė ant savo pečių parnešti išėjo. Kaunas: LTSR Valst. l-kla, 1940.
- Baltaragio malūnas, arba kas dėjosi anuo metu Paudruvės krašte. Kaunas: Valst. grož. lit. l-kla, 1945.
- Baltaragio malūnas, arba Kas dėjosi anuo metu Paudruvės krašte. Chicago: Terra, 1952.
- Dangus griūva: lietuviškos pasakos arba kas girdėta-negirdėta, bet į pasakas sudėta apie gyvulėlius, paukščius ir žvėris. Vilnius: Valstybinė grožinės literatūros leidykla, 1955.
- Šiaurės kelionės į nuo seniausių laikų iki šių dienų. Narsiųjų keliauninkų didvyriški žygiai ir darbai. Pataisytas ir papild. leid. Vilnius: Valstybinė grožinės literatūros leidykla, 1957.
- Sunkūs paminklai. Apysaka-kronika. Viklniu: Valst. grož. lit. l-kla, 1960.
- Baltaragio malūnas, arba kas dėjosi anuo metu Paudruvės krašte. 2-asis patais. leid. Vilnius: 1962, 1971.
- Jurgio Paketurio klajonės su visokiais pavojais, arba Šventa teisybė, melo pasakos, kartūs juokai ir linksmos ašaros. Vilnius: Valstybinė grožinės literatūros leidykla, 1963.
- Suversti arimai. Devynios eilių ir poemų knygos. Vilnius: Vaga, 1964.
- Dangus griūva, arba Mūsų pasakų išmintis ir sąmojis visiems, mažiems ir dideliems: pasakos. Vilnius: Vaga, 1965.
- Pagirio linksmybės: eilėraščiai. Vilnius: Vaga, 1974.
- Dangus griūva, arba Mūsų pasakų išmintis ir sąmojis visiems, mažiems ir dideliems: pasakos. Vilnius: Vaga, 1979.
- Mediniai stebuklai: romanas; Baltaragio malūnas: apysaka. Kaunas: Šviesa, 1979.
- Čir vir vir pavasaris: [eilėraščiai]. Vilnius: Vaga, 1981.
- Mediniai stebuklai: romanas; Baltaragio malūnas: apysaka. Kaunas: Šviesa, 1983.
- Jurgio Paketurio klajonės su visokiais pavojais, arba Šventa teisybė, melo pasakos, kartūs juokai ir linksmos ašaros: pasaka-apysaka. 4-asis leidimas. Vilnius: Vaga, 1984.
- Lyrika: rinktinė. Vilnius: Vaga, 1984.
- Baltaragio malūnas: romanas. 4-asis leidimas. Vilnius: Vaga, 1996. 188 p.
- Dangus griūva, arba Mūsų pasakų išmintis ir sąmojis visiems, mažiems ir dideliems: pasakos. Vilnius: Alka, 1997.
- Gyvenimas drauge su draugu: atsiminimų metmens apie jaunystės draugę ir žmoną Oną Kazanskaitę-Borutienę. Vilnius: Lietuvos rašytojų sąjungos leidykla, 1999.
- Baltaragio malūnas, arba Kas dėjosi anuo metu Paudruvės krašte: [apysaka]. Vilnius: Alma littera, 2002

## Переклади
Поему «Бунт орачів» польською мовою переклав Чеслав Мілош (1933), він же і Теодор Буйницький перекладали вірші. Крім того, вірші перекладалися білоруською, киргизькою, таджицькою, естонською мовами, а також есперанто. Проза перекладалася англійською, ісландською, латиською, німецькою, польською, чеською мовами.

### Для дітей
- Die Tanne und ihre Kinder. Berlin: Altberliner Verlag L. Groszer, 1958, 1961, 1965.
- Die Mühle des Baltaragis. Berlin: Rütten und Leoning, 1970.
- Baltaradža dzirnavas: jeb kas notika vinos laikos Piedruves novada. 1974 (латиська. яз.)
- Die Mühle des Baltaragis. 1976.
- Myllan á Bardi eda undarlegir atburdir sem urdu hér um arid i Otravatnshéradi.
- Wooden Miracles of life and works of Vincas Dovine maker of gods. Chicago, 1988.
- Drevené zázraky. Praha, 1978 (чеська. яз.).
- Młyn Bałtaragisa, czyli co się ongiś działo w paudruwiskiej krainie, tł. Biruta Markuza-Bieniecka і Jerzy Bieniecki. 1986 (польськ. яз.).
- Baltaragisov mlyn. Praha, 1987 (чеська. яз.).
- Baltaragisuv mlyn, Drevené zázraky. 1988 (чеська. яз.).